# Brainmaker
BrainMaker – program do tworzenia i testowania sieci neuronowych. Zaprojektowany początkowo do pracy w systemie DOS, z późniejszymi wersjami w systemie Windows.
Sieci neuronowych stworzonych w programie BrainMaker można użyć w dziedzinach finansowych, w  przewidywaniu trendów ekonomicznych, na giełdzie papierów wartościowych w rozpoznawaniu obiektów, diagnostyce medycznej i wielu innych dziedzinach gdzie potrzebna jest dogłębna analiza problemu.
Dzięki bardzo zaawansowanej technologii, minimalnych wymaganiach sprzętowych oraz bogatej dokumentacji BrainMaker stał się najpopularniejszym programem tworzenia sieci neuronowych na świecie.
BrainMaker jest obecnie jednym z najpopularniejszym programów do tworzenia, testowania i uczenia sieci neuronowych. Występuje w dwóch podstawowych opcjach: 
- BrainMaker

- BrainMaker Professional

Wersja podstawowa dostępna jest dla komputerów PC (system DOS lub Windows) oraz Macintosh. Wersja Professional dostępna jest tylko dla systemu DOS i Windows dla komputerów PC.